# Gare de Guiseley
La gare de Guiseley est une gare ferroviaire du Royaume-Uni, située dans la ville de Guiseley dans le Yorkshire de l'Ouest en Angleterre. 
Les services à partir de Guiseley sont opérés par Northern Rail.